# Franco Fortini
Franco Fortini, nom de plume de Franco Lattes (Florence, 10 septembre 1917 – Milan, 28 novembre 1994) est un écrivain et poète italien.

## Biographie
Franco Fortini est né à Florence le 10 septembre 1917. Il est le fils d'un avocat juif, Dino Lattes, et d'une mère catholique, Emma Fortini Del Giglio. Il a étudié le droit et les sciences humaines à l'Université de Florence. En 1939, il a rejoint l'église protestante, mais à la fin de ses années, il s'est décrit comme un athée.En 1940, il adopte le nom de famille de sa mère pour éviter la persécution raciale. En 1941, il entre dans l'armée italienne comme officier. Après le 8 septembre 1943, il se réfugie en Suisse (où il rencontre intellectuels, politiciens et critiques européens), puis revient en 1944 pour combattre avec les partisans en Val d'Ossola .
À la fin de la guerre, il s'installe à Milan où il travaille comme journaliste, rédacteur et traducteur.
En 1955, avec  Luciano Amodio, Roberto et Armanda Guiducci, il lance la revue politico-littéraire marxiste Ragionamenti. Peu après l'invasion russe de la Hongrie en 1956, Fortini quitte le Parti socialiste italien auquel il avait adhéré en 1944. De 1964 à 1972, il a enseigné dans les écoles secondaires, et à partir de 1976 il a occupé la chaire de critique littéraire à l'Université de Sienne.
Franco Fortini est mort à Milan le 28 novembre 1994 à l'âge de 77 ans.

## Traductions en français
- Une fois pour toutes - poésie 1938-1985, traduction de Bernard Simeone, Jean-Charles Vegliante, bilingue, Bergerac, Fédérop, 1986.
- Une lettre sur Parini, Les Langues Néo-Latines n° 272, 1990 (p. 67-71).
- L'animal, extraits de Composita solvantur (1994), traduction d'Andrea Raos et Laurent Grisel, Action Poétique n° 191-192, Mai-Juin 2008.
- Poèmes choisis de Composita solvantur (1994)[3].
- Feuille de route, Sept poèmes tirés de Foglio di via, traduits par Antonino Mazzù, Europe, 1079, mars 2019, p. 246-251.
- Leçons sur la traduction, traduction de Julien Bal, Irène Bouslama et Lucia Visonà ; texte établi par Maria Vittoria Tirinato ; ed. Les Belles Lettres, Coll. Traductologiques, Paris, 2021.
- Poèmes politiques (sur la Guerre du Golfe) (trad. J.-Charles Vegliante), 2022.

## Œuvres en italien
- Foglio di via e altri versi, Einaudi, Turin, 1946
- Agonia di Natale, Einaudi, Torino 1948; seconda edizione Giovanni e le mani, prefazione di Giovanni Raboni, Einaudi, Turin, 1972.
- Sei poesie per Ruth e una per me, tipografia Lucini, Milan, 1953.
- Una facile allegoria, Edizioni della Meridiana, Milan, 1954.
- In una strada di Firenze, Edizioni Linea grafiche, Milan, 1955.
- Asia maggiore. Viaggio nella Cina, Einaudi, Turin, 1956.
- I destini generali, S. Sciascia, Caltanissetta-Rome, 1956.
- Dieci inverni (1947-1957) Contributi ad un discorso socialista, Feltrinelli, Milan, 1957.
- Sestina a Firenze, Schwarz, Milan, 1959.
- Il movimento surrealista, Garzanti, Milan, 1959.
- Poesia e errore , Feltrinelli, Milan, 1959.
- Poesia delle rose, Libreria Antiquaria Palmaverde, Bologne,1962.
- Sere in Valdossola, Mondadori, Milan, 1963.
- Tre testi per film, Edizioni Avanti!, Milan, 1963.
- Una volta per sempre, Mondadori, Milan, 1963.
- Profezie e realtà del nostro secolo. Testi e documenti per la storia di domani , Laterza, Bari, 1965.
- Verifica dei poteri. Scritti di critica e di istituzioni letterarie, Il Saggiatore, Milan, 1965.
- L'ospite ingrato. Testi e note per versi ironici, De Donato, Bari,1966.
- I cani del Sinai, De Donato, Bari, 1967: nuova edizione Einaudi, Turin, 1979 con una Nota 1978 per Jean- Marie Straub; nuova edizione con in appendice F, Fortini, Lettera agli ebrei italiani, Quodlibet, Macerata, 2002.
- Ventiquattro voci per un dizionario di lettere, sottotitolo di copertina Breve guida a un buon uso dell'alfabeto, Il Saggiatore, Milan, 1968.
- Ventiquattro poesie 1961-1968, S.I.E., (1969).
- Questo muro, Mondadori, Milan, 1973.
- Saggi italiani, De Donato, Bari, 1974.
- La poesia di Scotellaro, Basilicata, Rome, 1974.
- Poesie scelte (1938-1973) a cura di Pier Vincenzo Mangaldo, Oscar Mondadori, Milan, 1974.
- I poeti del Novecento, Laterza, Bari,1977.
- Questioni di frontiera. Scritti di politica e di letteratura 1965- 1977, Einaudi, Turin, 1977.
- Una volta per sempre (Foglio di via - Poesia e errore - Una volta per sempre - Questo muro) Poesie 1938-1973, Einaudi, Turin, 1978.
- Una obbedienza, introduzione di Andrea Zanzotto, Gênes, Edizioni San Marco dei Giustiniani, 1980.
- Il ladro di ciliegie e altre versioni di poesia, Einaudi, Turin, 1982.
- Memorie per dopodomani. Tre scritti 1945 1967 e 1980, a cura di Carlo Fini, Quaderni di Barbablù, Sienne, 1984.
- Paesaggio con serpente, Einaudi, Turin,1984.
- Inesistenze.Cinquanta scritti 1976-1984, Garzanti, Milan, 1985.
- Dei confini della poesia, Edizioni l'Obliquo, Brescia, 1986.
- La poesia ad alta voce, a cura di Carlo Fini, Taccuini di Barbablù, Sienne, 1986.
- Note su Giacomo Noventa, Marsilio, Venise, 1986.
- Nuovi Saggi italiani 2, Garzanti, Milan, 1987.
- Versi primi e distanti 1937-1957, All'insegna del pesce d'oro, Milan, 1987.
- La cena delle ceneri & Racconto fiorentino, prefazione di Mario Spinella, Claudio Lombardi Editore, Milan, 1988.
- La morte del cherubino. Racconto 1938, a cura di Carlo Fini, Taccuini di Barbablù, Sienne, 1988.
- Extrema ratio. Note per un buon uso delle rovine, Garzanti, Milan, 1990.
- Versi scelti 1939-1989, Einaudi, Turin, 1990.
- Diario tedesco 1949, Piero Manni, Lecce, 1991.
- Non solo oggi. Cinquantanove voci, a cura di Paolo Jachia, Editori Riuniti, Rome, 1991.
- Attraverso Pasolini, Einaudi, Turin, 1993.
- Composita solvantur, Einaudi, Turin, 1994.
- La guerra a Milano. Estate 1943. Edizione critica e commento a cura di Alessandro La Monica, Pise, Pacini Editore, 2017.